# Michel Chapuis (organista)
Michel Chapuis /miˈʃɛl ʃaˈpɥi/ (Dole, 15 gennaio 1930 – Dole, 12 novembre 2017) è stato un organista e insegnante francese.

## Biografia
Nel 1938 Michel Chapuis scopre l'organo ascoltando il grande strumento di Riepp della collegiale di Dole. A partire dal 1943 fu allievo di Émile Poillot a Digione, studiando pianoforte; lo studio dell'organo iniziò invece nel 1945 con Jeanne Marguillard, organista della chiesa di Santa Maddalena di Besançon.
Dal 1947 al 1950 è allievo dell'École César-Franck, dove studia composizione con René Malherbe e organo con Édouard Souberbielle. Dal 1950 al 1951 fa inoltre parte della classe di Marcel Dupré nel Conservatorio di Parigi, dove vince un primo premio in interpretazione e un altro in improvvisazione.
È inoltre stato titolare di vari prestigiosi organi: dal 1949 al 1951 nell'abbazia di Saint-Germain-des-Prés, nel 1951 nella chiesa di Saint-Germain-l'Auxerrois, dal 1954 al 1972 nella chiesa di Saint-Nicolas-des-Champs, dal 1954 al 1963 all'organo del coro della cattedrale di Notre-Dame, dal 1964 al 2004 nella chiesa di Saint-Séverin, dal 1995 al 2010 nella cappella di Versailles, di cui sarà organista onorario a partire dal 2010. 
Appassionato e fervente difensore dell'harmonium, Michel Chapuis è stato inoltre presidente onorario della Fédération française des Amis de l'Harmonium (FFAH).
Nel 1951 seguì un corso di organaria presso Müller a Saint-Germain-en-Laye, della durata di due anni.

### Scopritore della letteratura organistica
Ha influenzato in modo duraturo l'interpretazione della musica organistica francese classica tanto quanto l'arte della costruzione degli organi, in primo luogo per quanto riguarda il restauro degli strumenti «francesi classici», ma anche degli organi «romantici».
Con i suoi colleghi e amici, Francis Chapelet, André Isoir, Jean-Albert Villard, Xavier Darasse, per citare solo i più emblematici, fin dagli anni '50 ha provocato, nella continuazione del pensiero del loro maestro Édouard Souberbielle, una rimessa in discussione dell’organologia nel modo in cui era concepita e soprattutto applicata al restauro degli organi dagli anni '30, con il sostegno di ricerche storiche e tecnologiche di un esemplare rigore.
Michel Chapuis aveva conoscenza della costruzione degli organi per averla praticata personalmente, e ciò ha semplificato o complicato i suoi rapporti con gli organari, ma sempre con lo scopo di portare avanti la «causa dell'organo».

### Musicologo
Michel Chapuis, alcuni suoi colleghi, qualche organaro (in particolare Philippe Hartmann, Robert Boisseau, Alfred Kern e qualche raro altro negli anni sessanta) come anche alcuni musicologi considerati all'epoca atipici come Jean Fellot, Pierre Hardouin, o dei dilettanti illuminati come Alain Lequeux, sono direttamente all'origine del rinnovamento della musica francese detta «barocca», mentre negli altri paesi europei il lavoro è stato condotto principalmente sugli strumenti a corde o dai direttori d'orchestra (ad esempio Nikolaus Harnoncourt). Queste preoccupazioni portarono, davanti all'urgenza di salvare certi strumenti dai rischi di restauri frettolosi, alla creazione il 21 dicembre 1967 dell’A.F.S.O.A. (Association française pour la sauvegarde de l'orgue ancien) che diventerà il braccio armato di questa riconquista.
Parallelamente a queste ricerche in materia organologica, Michel Chapuis si interessava ai trattati antichi e lesse attentamente L'interprétation de la musique française (de Lully à la Révolution) di Eugène Borrel. Sebbene sia stata pubblicata nel 1934, quest'opera era completamente ignorata dall'insegnamento ufficiale. Così Chapuis è stato uno dei primi, insieme ai colleghi già citati, a interessarsi in modo particolare a quella che si potrebbe chiamare «semiologia» della musica francese del XVII e XVIII secolo: «ornamentazione, ineguaglianze, registrazione», tutta una serie di elementi che, malgrado i primi tentativi di decrittazione di Alexandre Guilmant e di André Pirro, erano rimasti inesplorati o interpretati con poco riguardo, nello stesso modo in cui lo era l'organologia da parte degli specialisti autoproclamati. La questione dei «diapason» e dei «temperamenti» non è anch'essa sfuggita alla sua sagacità.
Si può dunque affermare senza esagerare che Michel Chapuis è all'origine di un gran numero di chiavi interpretative della musica antica francese. È proprio così che, mettendo a profitto questo incontro, questa «sinergia» fra la pratica dell'organologia attraverso l'organaria e la frequentazione assidua delle biblioteche, che egli è divenuto in gran parte responsabile del rinnovamento dell'interpretazione e della riscoperta di tutta una letteratura musicale dimenticata, partecipando molto presto alla genesi e poi all'accelerazione di questo entusiasmo per la musica barocca in Francia come oggi la conosciamo.

### Interprete
La discografia di Michel Chapuis è molto ampia e non si limita solo al repertorio francese. Le sue interpretazioni di Bach e della musica tedesca non sono infatti da meno, come non lo sono le (più rare) interpretazioni di opere romantiche.

### Insegnante
I suoi talenti di insegnante e la sua vasta cultura hanno fatto di Michel Chapuis un professore ricercato dai giovani musicisti e musiciste del mondo intero nei conservatori in cui ha operato lungo tutta la sua carriera, ma anche nel corso delle «accademie organistiche» nell'Europa intera, nell'epoca in cui erano numerose e fiorenti, e anche in Giappone. Fra i suoi allievi citiamo: Henri-Franck Beaupérin, Yves Castagnet, Sylvain Ciaravolo, Thierry Escaich, François-Henri Houbart, Éric Lebrun, Marina Tchebourkina, Marie-Ange Leurent, Jean-René Louet, Vincent Warnier, Jean-Luc Perrot, Erwan le Prado, Marc Baumann, Akiko Kan Dieu (organista giapponese').
È stato professore di organo in vari conservatori francesi. Dal 1956 al 1979 ha insegnato al Conservatorio di Strasburgo, poi dal 1979 al 1986 al Conservatorio di Besançon. A partire dal 1986 fino al 1996 fu invece al Conservatorio di Parigi, succedendo a Rolande Falcinelli.

### Dediche
- 1a suite per organo a quattro mani composta da Jean-Luc Perrot (La Sinfonie d'Orphée, 2005).
- Partita su corale di Michel Chapuis composta da François-Henri Houbart (éditions Delatour, 2010).

## Discografia parziale
- 1963: Messe à 8 voix et 8 Instruments H 3 de Marc-Antoine Charpentier, Michel Chapuis organo, con la direzione di Trajan Popesco. LP A. Charlin.
- 1966 - 1970: Intégrale de l'oeuvre pour orgue di Johann Sebastian Bach. 14 CD United archives.
- 1997: Messe pour le Port-Royal H 5 de Marc-Antoine Charpentier, Michel Chapuis organo storico Louis-Alexandre Cliquot (Houdan 1735), Les Demoiselles de Saint-Cyr, dir. Emmanuel Mandrin. CD Auvidis Astrée report Naïve 2007.
- 1999: Bach: Intégrale de l'Oeuvre pour orgue, 14 CD, United Archives, B005HO1WCY.
- 2002: Messe de Monsieur Mauroy H 6 de Marc-Antoine Charpentier,  Michel Chapuis organo, Le Concert Spirituel. CD Glossa.
- 2004: un'integrale su 4 CD (label Plenum Vox) dei due Livres d’orgue di Jacques Boyvin è stata pubblicata nel 2004 da Michel Chapuis sull'organo di Jean de Joyeuse/Jean-François Muno della cattedrale di Auch.
- 2006: Organ of the Chapelle Royale of Versailles by Michel Chapuis, CD, Plenum Vox, B01KB1RZ8M.
- 2007: Jeannette Sorrell, Bach - Toccata & Fugue And Other Masterpieces For Organ by Michel Chapuis, ed. Naive Sa, B01K8O8A22.
- 2017: Noël à l'orgue, 2 CD, Auvidis Valois, ASIN|B000050RLU.
- 2017: Dietrich Buxtehude, l'Œuvre d'orgue, Michel Chapuis, CD, Valois, B00008FYOE.